# Space (Biffy Clyro)
Space è un Singolo del gruppo Rock Scozzese Biffy Clyro uscito il 13 agosto 2020.

## Descrizione
Il brano è considerato tra le canzoni più “tenere” del gruppo e con una somiglianza ai Fray e Five for Fighting,questa ballad è un brano romantico.

## Video
Il video del brano è stato girato da Joe Connor in cui si vede il Frontman Simon Neil in auto e una donna su una pioggia torrenziale,poi trasformatosi in un'Inondazione con cui rimangono uniti.

## Significato dei testi
Simon Neil ha detto che 
.